# 霞關大樓

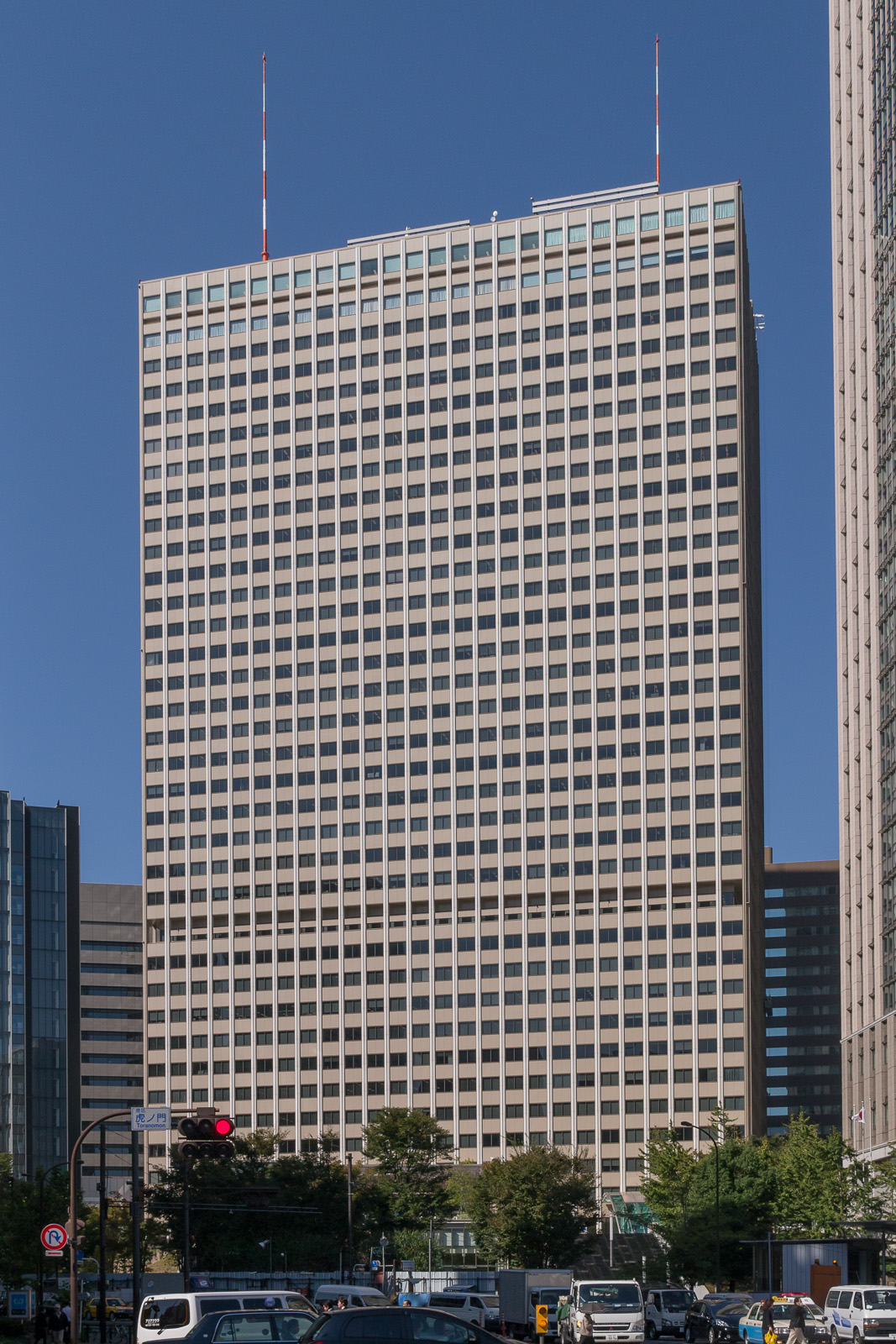
霞關大樓

霞關大樓（日语：霞が関ビルディング）是位於日本東京都千代田區霞關三丁目的一座大樓。地上部分有36層，地下部分有3層。高147米，1968年落成，由三井不動產所有。該建築被認為是日本第一座摩天大樓，設計者是山下寿郎設計事務所，施工者是三井建設和鹿島建設組建的共同企業體（JV），事業主體是三井不動產。建築總工程費約163億日元（以2018年物價計算，約554億日元）。竣工之後，該建築在1994年、2000年、2009年三次大規模整修，耗資470億日元。2014年，霞關大樓強化了其防災能力。著名的霞會館、東海大學的校友會總部也位於這裡。

## 外部連結
- 霞が関ビルディング